# Attentato di Londra del 22 marzo 2017
L'attentato di Londra del 22 marzo 2017 è stato un attacco terroristico sferrato nella capitale britannica in corrispondenza del ponte di Westminster e, in un secondo momento, presso Parliament Square e nelle adiacenze del Palazzo di Westminster.
L'attentatore è stato identificato dalle autorità come Khalid Masood, un uomo di 52 anni, che ha guidato un'auto contro i pedoni sul ponte uccidendo quattro persone e ha poi proseguito in direzione del palazzo, dove, con un coltello, ha colpito un poliziotto disarmato; l'attentatore è stato quindi colpito mortalmente a sua volta da altri agenti di polizia.
L'attentato è avvenuto nel primo anniversario degli attentati di Bruxelles. Si tratta del primo attacco di questo tipo nei pressi del Parlamento inglese dal 1979, quando Airey Neave fu assassinato dall'INLA, e il primo nella città dopo l'attacco alla stazione della metropolitana di Leytonstone nel 2005.

## Descrizione
Il 22 marzo, intorno alle ore 14:40 locali, un uomo a bordo di una Hyundai Tucson grigia è salito all'improvviso con la vettura sul marciapiede sinistro del ponte di Westminster, affollato di persone, e, procedendo ad alta velocità, ha investito diversi passanti, ferendoli gravemente. Il veicolo era stato noleggiato dalla filiale di Enterprise Rent-A-Car di Birmingham la settimana precedente all'attentato. Una donna, colpita dall'automobile, è caduta nel sottostante fiume Tamigi e, pur sopravvissuta all'impatto, è deceduta due settimane più tardi in ospedale.
Nel frattempo, l'auto ha continuato la sua corsa, andandosi a schiantare contro il cancello del palazzo di Westminster, a Parliament Square. Masood, ammantato in vesti nere, è sceso dal veicolo armato di due coltelli di 15 cm ciascuno e si è diretto verso New Palace Yard, nelle immediate pertinenze del palazzo del Parlamento. Lì si è scontrato con un ufficiale di polizia, Keith Palmer, in quel momento disarmato. Dopo aver fatalmente pugnalato quest'ultimo, Masood è stato ucciso da due poliziotti in borghese che, dopo avergli intimato di fermarsi, gli hanno sparato tre volte. I tentativi di rianimarlo sono stati vani e Masood è morto sul colpo. Un esito analogo si è verificato nei tentativi di rianimazione dell'agente Palmer, anch'egli deceduto nel corso dell'attacco.

## Vittime
| Nazionalità   | Morti | Feriti |
| ------------- | ----- | ------ |
| Regno Unito   | 3     | 12     |
| Stati Uniti   | 1     | 1      |
| Romania       | 1     | 1      |
| Corea del Sud | 0     | 5      |
| Francia       | 0     | 3      |
| Grecia        | 0     | 2      |
| Italia        | 0     | 2      |
| Australia     | 0     | 1      |
| Cina          | 0     | 1      |
| Germania      | 0     | 1      |
| Irlanda       | 0     | 1      |
| Polonia       | 0     | 1      |
| Portogallo    | 0     | 1      |
| Sconosciuti   | 0     | 17     |
| Totale        | 5     | 49     |

Sei persone, tra cui l'attentatore, hanno perso la vita nel corso dell'attacco terroristico e almeno altre quaranta sono rimaste ferite. Tre dei deceduti erano di nazionalità britannica.